# Matheus Donelli
Matheus Planelles Donelli dit Matheus Donelli, né le 17 mai 2002 à São Paulo au Brésil, est un footballeur brésilien qui évolue au poste de gardien de but au SC Corinthians.

## Biographie

### Corinthians
Né à São Paulo au Brésil, Matheus Donelli est formé au SC Corinthians. Il signe son premier contrat professionnel avec ce club le 24 janvier 2019, le liant avec le club jusqu'en 2021. Au début du mois de janvier 2020 Donelli est intégré à l'équipe première, s'entraînant avec le groupe professionnel pour la première fois.
Donelli est appelé en équipe première en mars 2021, notamment pour pallier l'absence de son idole et habituel titulaire, Cássio. Il joue son premier match en professionnel le 3 mars 2021, à l'occasion d'une rencontre de Campeonato Paulista contre Palmeiras. Il est titulaire et les deux équipes se neutralisent (2-2).

### En équipe nationale
Matheus Donelli est sélectionné avec l'équipe du Brésil des moins de 17 ans pour participer pour la Coupe du monde des moins de 17 ans qui a lieu au Brésil. Il est le portier titulaire lors de ce tournoi. Il se fait remarquer lors de cette compétition le 15 novembre face à la France, en délivrant une passe décisive à Lazaro sur le but de son équipe qui permet la qualification des Brésiliens pour la finale (2-3). Le Brésil atteint donc la finale de la compétition où il affronte le Mexique. Donelli est titulaire lors de cette partie qui se solde par la victoire des Brésiliens (1-2). Il est récompensé pour ses prestations en étant désigné "Gant d'Or" de la compétition, soit la distinction de meilleur gardien du tournoi.

## Palmarès
Équipe du Brésil des moins de 17 ans
- coupe du monde des moins de 17 ans
  - Vainqueur en 2019.

## Statistiques
| Saison                | Club                  | Championnat           | Championnat | Championnat | Coupe(s) nationale(s) | Coupe(s) nationale(s) | Compétition(s) continentale(s) | Compétition(s) continentale(s) | Compétition(s) continentale(s) | Ligue régionale | Ligue régionale | Total | Total |
| Saison                | Club                  | Division              | M.          | B.          | M.                    | B.                    | Comp.                          | M.                             | B.                             | M.              | B.              | M.    | B.    |
| 2021                  | SC Corinthians        | Série A               | 1           | 0           | 0                     | 0                     | CS                             | 1                              | 0                              | 3               | 0               | 5     | 0     |
| 2022                  | SC Corinthians        | Série A               | 3           | 0           | -                     | -                     | CL                             | -                              | -                              | 2               | 0               | 5     | 0     |
| Total sur la carrière | Total sur la carrière | Total sur la carrière | 4           | 0           | 0                     | 0                     | -                              | 1                              | 0                              | 5               | 0               | 10    | 0     |